# Repla
Repla (biał. Рэпля) – agromiasteczko na Białorusi, w obwodzie grodzieńskim, w rejonie wołkowyskim. Liczy 582 mieszkańców (2007).
Miasto magnackie położone było w końcu XVIII wieku w powiecie wołkowyskim województwa nowogródzkiego.

## Historia
Pierwsza wzmianka o Repli pochodzi z XVI wieku. Od 1558 roku władali nią m.in. Stanisław Odachowski, Mikołaj Jasieński, Iwan Karp. Od lat 20. XVII wieku była ona własnością rodu Scipio del Campo, po nich zaś wioska przypadła Wołłowiczom a następnie Massalskim. W 1690 roku wieś liczyła 12 gospodarstw, oprócz tego istniały w niej karczma i młyn. W 1670 z inicjatywy podkomorzego grodzieńskiego Jerzego Scypiona wybudowano pierwszy kościół, zastąpiony w 1732 kolejnym, drewnianym kościołem pw. św. Anny przez ks. Michała Massalskiego, odnowionym następnie w roku 1850. Obecny, murowany kościół pw. Najświętszej Maryi Panny pochodzi z początku XX wieku. Oprócz kościoła, w Repli znajduje się także kaplica pogrzebowa z początku XX stulecia.
W wyniku III rozbioru, Repla stała się częścią Imperium Rosyjskiego. W 1796 roku zanotowano istnienie folwarku o tej samej nazwie, który pozostawał we władaniu Józefa Zawadzkiego. W roku 1836 – prywatny i kościelny folwark, trzy dwory i kościół.
W 1921 na mocy traktatu ryskiego, Repla stała się częścią Polski, wchodząc w skład powiatu wołkowyskiego w województwie białostockim.
W 1939, po agresji na Polskę, Repla weszła w skład ZSRR. 12 października 1940 roku została w niej ulokowana siedziba sielsowietu.
W 2004 roku w Repli zanotowano 177 gospodarstw.

## Populacja
XIX wiek: 1836 – 53 osoby
XX wiek: 1914 – 107 osób
XXI wiek: 2007 – 582 osoby

## Infrastruktura
W Repli znajduje się szkoła średnia, szkoła muzyczna, przystanek autobusowy, dom kultury i poczta. Siedziba rzymskokatolickiej parafii Imienia Najświętszej Maryi Panny w Repli.

## Zabytki

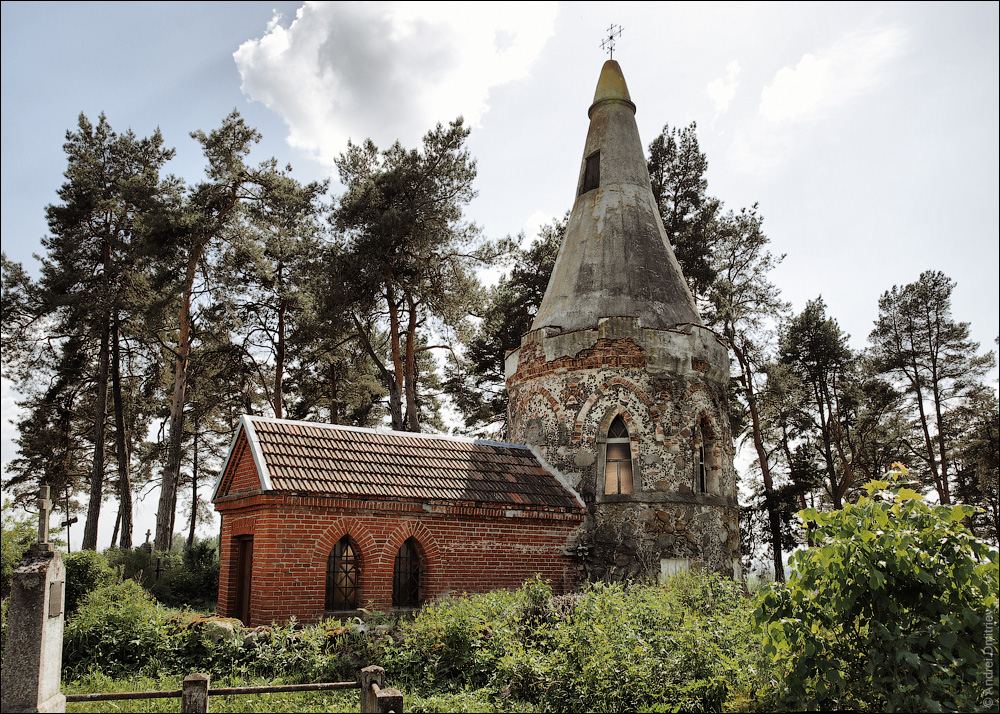
Kaplica pogrzebowa z początku XX wieku